# Кампервен, Андре
Андре Кампервен (нидерл. André Kamperveen), или Руди Андре Кампервен (нидерл. Rudi André Kamperveen; 27 сентября 1924, Парамарибо, Колония Суринам — 8 декабря 1982, Парамарибо, Суринам) — суринамский спортсмен, спортивный администратор, предприниматель и политик. Жертва Декабрьских убийств.

## Биография
Андре Кампервен, известный также как «Ампье», родился 27 сентября 1924 в Парамарибо. С ранних лет активно занимался спортом: лёгкой атлетикой, баскетболом, боксом, дзюдо и футболом. В последнем виде спорта он преуспел больше других; с одиннадцати лет играл в юношеском футбольном клубе. В 1942 году был призван на военную службу.

### Спортивная карьера

#### Футболист
В 1940-х годах Кампервен приобрёл известность в Суринаме, как футболист. Во время службы в армии играл за военный клуб S.N.L. в группе Хофклассе. Приобрёл симпатии болельщиков, забив много голов. Его игра в итоге помогла клубу выиграть кубок Суринама 1948 года. В 1944 году он был центральным нападающим в национальной сборной Суринама. В 1946 году стал капитаном национальной сборной страны. В матче со сборной Французской Гвианы 2 февраля 1947 года Кампервен забил четыре гола в ворота противников; в итоге сборная Суринама победила со счётом 9:0, ставшим рекордным для сборной страны. В июле 1948 года Кампервен в составе сборной впервые выехал в Европу и играл в Нидерландах против команд «Аякс» и «Де Мер», забив в общем четыре гола. В 1951 году Суринам сборная сыграла серию товарищеских матчей против «Наутику» из Ресифе в Бразилии. Кампервен забил один гол в двух матчах. В августе 1954 года он играл в составе сборной Суринама против сборной Нидерландов на недавно построенном Национальном стадионе в Парамарибо. В 1957 году сыграл в товарищеском матче за сборную страны против клуба «Рапид» из Вены в Австрии.
В 1950 году подписал контракт сроком на год с клубом «Пайсанду» из Белена и играл в профессиональной футбольной лиге Бразилии. За время игры в команде Кампервен выучил португальский язык. В декабре 1952 года команда «Всех Карибских Звёзд» прибыла в Суринам для проведения показательных матчей на Национальном стадионе. От Суринама Кампервен был призван играть за звёздную карибскую команду, вместе с Мишелем Крюином и Хамфри Мейналсом. Он забил два гола в первом матче против сборной Суринама, который завершился ничейным счётом 2:2. Еще два матча были сыграны против сборной страны, которые закончились вничью и проигрышем команды «Всех Карибских Звёзд». Также были сыграны два дополнительных матча с суринамскими командами «Робингуд» и «Ворвартс».
В 1954 году Кампервен приехал в Нидерланды для обучения в Центральном институте образования спортивных лидеров в Овервене. Кроме футбола он также занимался дзюдо, боксом, джиу-джитсу и баскетболом. После окончания института, продолжил образование в спортивной высшей школе в Кёльне. Во время пребывания в Нидерландах его пригласили в клуб «Харлем» в Нидерландах, и он стал первым суринамским футболистом, который играл в профессиональной футбольной лиге Нидерландов. В матче против клуба «Хемстед» 19 августа 1956 года Кампервен забил два гола, обеспечив своей команде победу в первом туре кубка Нидерландов со счётом 2:1. Во втором туре «Харлем» проиграл клубу «Алкмар» со счётом 5:4. В том же году, Кампервен получил диплом А-уровня от Королевского футбольного союза Нидерландов.
В январе 1957 года вернулся в Парамарибо, с целью содействия развитию спорта в Суринаме. Вскоре после возвращения, Кампервен покинул национальную сборную страны. В 1958 году он стал менеджером сборной Суринама. 30 июля 1958 года его команда потерпела сокрушительное поражение от сборной Нидерландов на Национальном стадионе в Парамарибо. Однако, вскоре под его руководством сборная Суринама впервые прошла квалификацию перед Чемпионатом мира по футболу в Чили в 1962 году. В 1958 году Кампервен стал тренером суринамского клуба «Трансвааль», который в том же 1962 году победил на национальном чемпионате.

#### Баскетболист
Кампервен играл за военный баскетбольный клуб Суринама. Этот вид спорта появился в стране в 1941 году, вместе с прибывшими в Парамарибо в ноябре того же года кораблями военного флота США. Между суринамской и американской военными баскетбольными командами, а также командами «Суринам» и «Чанг-Фа-Фей-Кон» сформированными из местного населения были организованы первые баскетбольные игры в стране. Кампервен был разыгрывающим в баскетбольной команде S.N.L.. Баскетбольная ассоциация Суринама была основана в 1947 году. Кампервен участвовал в играх первого официального сезона. Он также играл за национальную сборную Суринама по баскетболу, одновременно играя за национальную сборную по футболу. 29 ноября 1957 года национальная баскетбольная сборная впервые играла на крытой арене со сборной Тринидада и Тобаго. Кампервен судил игру, которая закончилась со счётом 81:78 в пользу Суринама.

#### Дзюдоист
Кампервен стал первым суринамцем удостоенным черного пояса в дзюдо. Во время учебы в Нидерландах, в 1957 год он получил 2-й дан. 3 мая 1957 года Кампервен открыл первый додзё в Парамарибо, известный как Кодокан на улице Вульфингстрат, по аналогии с додзё Кодокан в Токио, в Японии. Его школа приобрела большое значение для развития дзюдо в Суринаме. Здесь прошли первые национальные турниры по дзюдо и началась спортивная карьера дзюдоиста Эдди Мюррея. В 1964 году Кампервен предпринял попытку основать первую национальную Дзюдо / джиу-джитсу ассоциацию в Суринаме. Хотя попытка не удалась, она послужила дальнейшему развитию дзюдо в отдаленных районах Суринама. В том же году он завершил карьеру дзюдоиста. В 1968 году Кампервен основал Ассоциацию дзюдо Суринама, став первым председателем этой организации.

#### Спортивный функционер
Кампервен исполнял многие административные функции, связанные со спортом. После того, как в 1968 году он стал членом совета директоров Футбольной ассоциации Суринама, Кампервен занимал различные должности в совете КОНКАКАФ: в 1973 году был членом дисциплинарной комиссии во время заседания ассоциации в Мексике, в 1975 году стал членом совета организации дважды переизбранным в течение года, в 1980 году стал членом правления организации также избранным на два срока подряд. Он участвовал в основании Карибского футбольного союза, став в 1978 году первым президентом этой организации. В 1976 году Кампервен был избран вице-президентом ФИФА.
В Суринаме в 1974 году он организовал первый национальный турнир по бильярду. В 1976 году его избрали почётным председателем Ассоциации спортивных журналистов Суринама. 1 марта 1980 года после военного переворота в стране Кампервен занял пост министра культуры, молодежи и спорта Суринама. В 1982 году он подал в отставку в знак протеста против установления диктатуры во главе с Баутерсе.

### Журналист
15 декабря 1950 года Кампервен начал издавать спортивный еженедельник «Sport Ontspannings Kroniek». Он и Жюль Дефарс стали редакторами еженедельника, который некоторое время до 1955 года выходил дважды в неделю. Кампервен внёс большой вклад в спортивную журналистику в Суринаме. Он принимал активное участие в первых прямых трансляциях футбольных матчей по радио, а также сотрудничал с суринамскими радиостанциями Rapar, Apintie и S.R.S. Кампервен основал Ассоциацию спортивных журналистов Суринама, став первым председателем этой организации в 1963 году. 20 октября 1966 года появилось суринамское телевидение, а через два года Кампервен стал выпускать в эфир первую еженедельную спортивную передачу в Суринаме под названием «Спортревю» (нидерл. Sportrevue).
6 декабря 1975 года Кампервен открыл собственную радиостанцию и основал Суринамскую вещательную корпорацию Ампье, известную под аббревиатурой A.B.C. В работе ему помогали сыновья от первого брака — Джонни и Хенк; Джонни был радиоведущим, Хенк — режиссёром. Радио A.B.C. по сей день является популярной станцией в Суринаме, транслируя новости о событиях в мире культуры и спорта, с чувством юмора и современной музыкой.

### Политическая карьера
После государственного переворота в Суринаме в 1980 году, Кампервен был назначен министром культуры, молодежи и спорта. В 1982 году из-за несогласия с политическим курсом Национального военного совета, озвученным им в прямом эфире на собственном радио, подал в отставку. Кампервен считал, что страна должна развиваться в демократическом направлении, в то время глава путчистов Баутерсе стремился к военной диктатуре.

### Личная жизнь
Кампервен был дважды женат. В первом браке у него родились сыновья Джонни и Хенк и дочь Лилиан. С первой женой он развёлся. В 1980 году в Нью-Йорке Кампервен сочетался вторым браком Леей ван Лейвенум. Детей во втором браке у него не было.

## Убийство
7 декабря 1982 года в два часа ночи Кампервен был схвачен военными в спальне у себя дома. При задержании были расстреляны собаки, охранявшие дом. Кампервена заключили в Форт-Зеландия, где подвергли жестоким пыткам. Его обвинили в открытой оппозиции режиму Баутерсе. 8 декабря 1982 года он был расстрелян с другими четырнадцатью жертвами режима в Форт-Зеландия. 10 декабря его вторая жена была допущена к мертвому телу супруга. По её словам на нём были видны следы жестокого насилия: травма челюсти, опухшее лицо, перелом бедренной кости и руки, восемнадцать пулевых ранений груди, выстрел в правый висок.
Его сын Джонни в начале числился в списке убитых, но ему удалось избежать похищения. Вместе с семьёй он бежал в Нидерланды. Здание радиостанции A.B.C. было сожжено и полностью разрушено в ночь похищения Кампервена. На его похороны 13 декабря 1982 года на кладбище Хоф-Аннет в Парамарибо пришли тысячи людей во главе с Руди Поланеном, викарием Моравской церкви в Суринаме.

### После убийства
В 1983 году, вместе с семьями других жертв, семья Кампервен выдвинула обвинения против Баутерса, при поддержке организации по защите прав человека и Комитета по правам человека Организации Объединенных Наций. Хенк Кампервен участвовал в заседаниях процесса по делу о «Декабрьских убийствах», который был открыт 30 ноября 2007 года. До сего дня виновные в массовом убийстве не наказаны. Баутерс долго отрицал свою вину. В 2007 году он согласился лишь с политической ответственностью за совершенное, по его словам, другими преступление. В 1993 году Джонни и Хенк вернулись в Парамарибо и восстановили радиостанцию A.B.C. В 2003 году Джонни умер от вирусной инфекции у себя дома. В 1988 году Национальный стадион в Парамарибо был переименован в стадион имени Андре Кампервена в память тридцать пятой годовщины со дня его основания. 1 октября 2000 года перед стадионом была установлена бронзовая статуя Кампервена в честь восьмидесятилетия со дня основания футбольной ассоциации Суринама.